# Кен Ангрок
Кен Ангрок (Арок) (бл. 1182 — бл. 1227) — 1-й магараджа держави Сінгасарі в 1222—1227 роках. Засновник династії Раджаса. Тронне ім'я Шрі Рангах Раджаса.

## Життєпис

### Походження
За «Паратоном» був сином неодруженої жінки і брахмана Гаджапури з держави Кедірі. За іншими відомостями його мати — Кен Ендок — була храмовою повією. В поемі «Негаракертагама» розповідається, що він був божественного походження (сином «володаря гори»), в подальшому був намісником зі статусом «куву» області на схід від гори Каві. Проте ця поема була складена за часів династії Раджаса, засновником якої Кен Ангрок став.

### Молоді роки
Народився в селищі на березі річки Брантас (Східна Ява). Мати залишила немовля на кладовищі, проте його врятував і виховав розбійник Лембонг. В молодості Кен Ангрок пережив багато пригод, пов'язаних зі здатністю викручуватися від покарання за свої крадіжки та шахрайство.
Ситуцію змінила зустріч з ріші Мпу Логаве, який переконав відмовитися від грішного життя, навчив читати та писати. Пізніше завдяки клопотання ріші Кен Ангрок став помічником Тунггул Аметунга, напівнезалежного куву (намісника) в області Тумапель. Ангрок закохався у дружину свого пана Кен Дедес, вирішивши стати її чоловіком. Тому став планувати вбивство Аметунга. Для цього вирішив обрати кинджал крис, якому малайці надавали містичної сили. Втім його виготовляли одиниці з ковалів, серед яких був Мпу Гандрінг, що погодився викувати крис. Оскільки виготовлення крису зайняло багато часу, то Кен Ангрок погиркався з ковалем та вбив того. Натомість, за легендою Гандрінг прокляв Ангрока, заявивши, що наступні 7 його нащадків загинуть від цього крису.

### Правління
В подальшому Кен Ангрок подарував крис іншому слузі Кебо Іджо. Дочекався, коли той покаже його усім, потім викрав крис, вбив ним Тунггул Аметунга, а потім повернув Кебо Інджо. Останнього було страчено. Невдовзі Ангрок оженився на Кен Дедес, а потім став правителем Тумапеля. Тепер висувається  версія, що Кен Ангрок захопив владу в результаті селянського повстання, частково замінивши попередню адміністрацію своїми прихильниками, частково залишив на місцях стару феодальну аристократію.
У 1222 році війська Кен Ангрока здобули перемогу в битві біля Гентер над армією Кертаджаї, правителя Кедірі. Завдяки цьому вдалося підкорити Східну Яву. Після цього Кен Ангрок оголосив про утворення держави Сінгасарі («Сплячий лев»), а сам прийняв ім'я Шрі Рангах Раджаса.
Для зміцнення своєї влади активно підтримував вішнуїстські та шиваїстські храми. Навіть претендував на оголошення себе сином Шиви, а то навіть богом, демонструючи «надздібності» (насправді різні фокуси та вправи, отримані від ріші), чим не переконав брахманів. У 1227 році магараджу було вбито пасорбком Анусапаті, який за легендою здійснив це крисом, яким Кен Ангрок вбив його батька — Тунггул Аметунга. Поховано в храмі Каненангану.